# Uperi
Uperi war ein König von Dilmun, der um 710 v. Chr. regierte und Zeitgenosse des assyrischen Herrschers Sargon II. war. 
Uperi wird in den Annalen von Sargon II. genannt, wo es heißt, dass Uperi Geschenke sandte und dass seine Heimstatt wie ein Fisch 30 Doppelstunden entfernt in der Mitte des Meeres der aufgehenden Sonne liegt. Diese kurze Bemerkung ist in der Forschung vor allem deshalb von Bedeutung, da sie bezeugt, dass Dilmun eine Insel gewesen sein muss. Es handelt sich damit um einen der Hauptbelege für die Identifizierung von Dilmun mit der heutigen Insel Bahrain.
In der antiken Stadt Qalʿat al-Bahrain auf Bahrain fand sich in Schicht IV, die in assyrische Zeit datiert, ein staatliches Gebäude. Dieses wird oftmals als Palast des Uperi bezeichnet. Die Benennung ist jedoch reine Spekulation.